# 希拉區

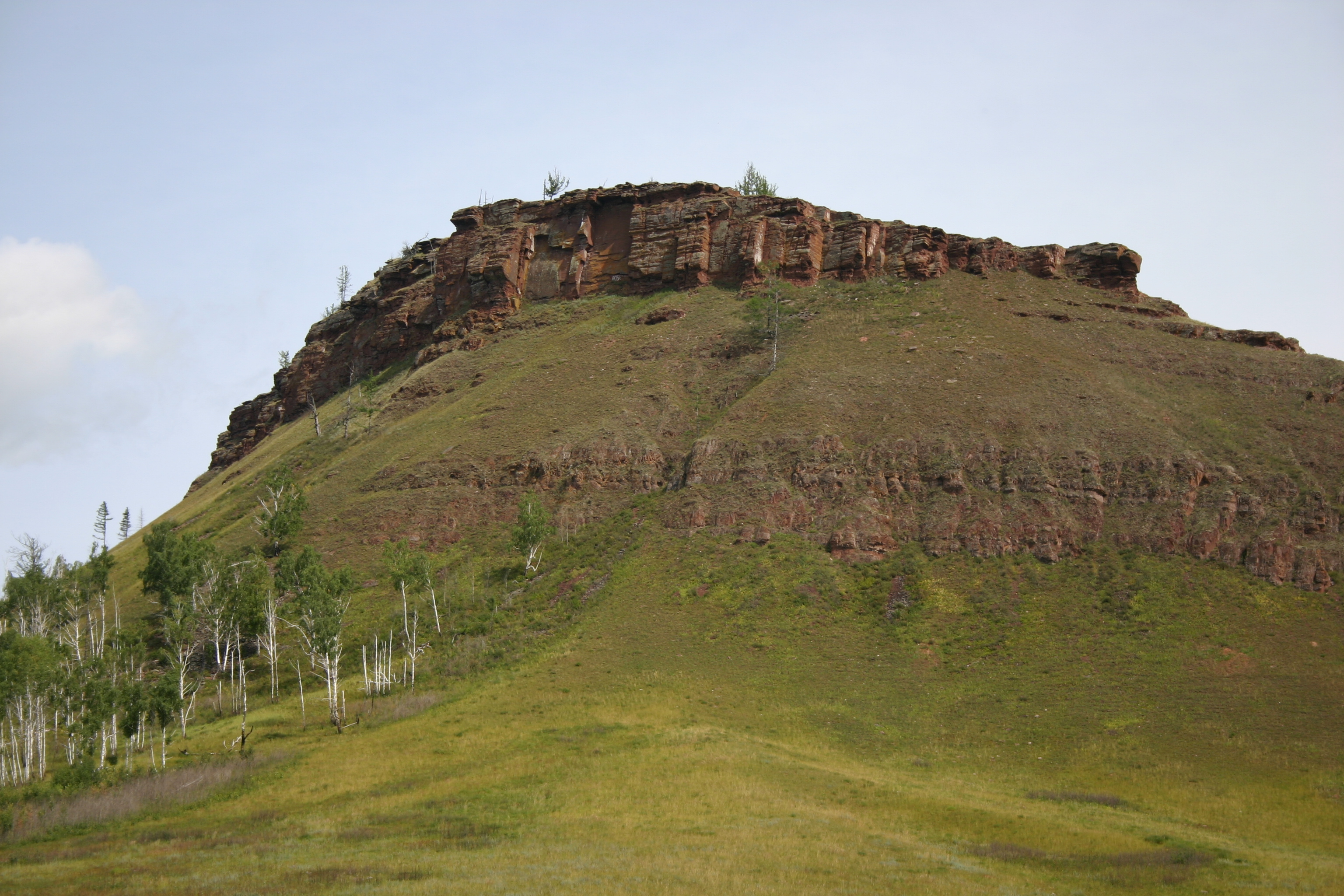

54°26′10″N 88°41′35″E / 54.436°N 88.693°E
希拉區（俄语：Ширинский район），是俄羅斯的一個區，位於該國南部，由哈卡斯共和國負責管轄，面積6,880平方公里，2010年該區人口29,371，人口密度每平方公里4.27人。